# Utukku
Gli udug (𒌜), in seguito conosciuti in accadico come utukku, erano un'ambigua classe di demoni ombra dell'antica mitologia sumera che potevano essere sia buoni che malefici. Essi erano distinti dagli dei (dingir) di terra, aria, fuoco, acqua e oltretomba ed avevano origine negli inferi, infatti i demoni erano con siderati come "figli del Kur" (l'oltretomba) o "prole di arali".
Venivano collegati anche alle possessioni e agli esorcismi, come indicato dai testi di esorcismo sumero di Udug-Hul.
Nella mitologia accadica, erano detti utukki (anche se avevano un'origine diversa dalla versione sumera) ed erano sette demoni malvagi facenti parte della categoria degli spiriti dei morti.

Erano al servizio dell'oltretomba e venivano considerati talmente pericolosi che potevano ferire o addirittura uccidere solamente con lo sguardo. Risiedevano nei deserti, sui monti, in mare oppure nei pressi dei cimiteri. 
Erano tutti nemici del dio delle acque Ea, governavano le tempeste, diffondendo devastazioni in qualunque luogo. Avevano la caratteristica di risultare inarrestabili, dato che passavano attraverso e sotto i muri.

## Aspetto
Nessuna rappresentazione visiva dell'udug è stata ancora identificata, ma le sue descrizioni gli danno caratteristiche spesso attribuite ad altri antichi demoni mesopotamici: un'ombra scura, assenza di luce che lo circonda, capacità di possessione, veleno e una voce assordante. Gli antichi testi mesopotamici sopravvissuti che danno istruzioni per esorcizzare il malvagio udug sono conosciuti come i testi di Udug Hul. Malgrado la maggior parte degli udug fossero del tutto negativi, 1 di loro (Pazuzu) era disposto a scontrarsi sia con i suoi simili, sia con gli dei, anche se viene descritto come una presenza ostile all'uomo.
Le descrizioni degli udug sono assai poche, tuttavia in incantesimo bilingue scritto sia su sumero che in accadico, il dio Asalluḫi descrive il "malvagio udug" a suo padre, il dingir delle acque Enki:   
O mio padre, il malvagio Udug [Udug Hul], il suo aspetto è maligno e la sua statura torreggia,  
Sebbene non sia un dio (dingir) il suo clamore è grande e la sua potenza immensa,  
È buio, la sua ombra è nera e non c'è luce nel suo corpo,  
Si nasconde sempre, si rifugia, [non] non è orgoglioso,  
I suoi artigli gocciolano con bile, lascia il veleno sulla sua scia, 
La sua cintura non viene rilasciata, le sue braccia racchiudono,  
Riempie l'obiettivo della sua rabbia di lacrime, in tutte le terre, [il suo] grido di battaglia non può essere trattenuto.   
Questa descrizione evita di precisare quale sia l'aspetto dell'udug, ma si concentra sulle sue capacità sovrannaturali. A capo degli udug c'era Hanbi, il cui nome potrebbe essere la base del termine Helel, ossia la parola ebraica generalmente equiparata a Lucifero nel pensiero cristiano. Tuttavia, la caratteristica di Hanbi di essere un'ombra nata negli inferi, diversa dagli dei sumemi (dingir) degli inferi, lo renderebbe più simile al concetto di shedim e se'irim ebraici o agli shaitan islamici. 

## Categorie
La parola udug è generalmente ambigua ed è talvolta usata per riferirsi ai demoni nel loro insieme, piuttosto che a un tipo specifico di demone, tuttavia nella mitologia mesopotamica le ombre erano divise in varie gerarchie: 
1. Udug Lilu: 

Un lilu, o lilù, è una parola sumera/accadica maschile indicante 1 spirito o un demone, a volte legato alle possessioni o a disturbi di altro genere (come malattie gravi).
Nella letteratura accadica troviamo il termine hlilu e nella letteratura sumera la parola lili. Un'iscrizione cuneiforme elenca i lilu accanto ad altri tipi di demoni ombra:

“Il malvagio utukku che uccide l'uomo vivo nella pianura.
Il malvagio Alu che copre (l'uomo) come una veste.
Il malvagio edimmu, il malvagio gallu, che legano il corpo.
I lamme, i lammea, che causano malattie nel corpo.
Il lilu che vaga nella pianura.
Si sono avvicinati a un uomo sofferente all'esterno.
Hanno provocato una dolorosa malattia nel suo corpo."
2. Udug Edimmu: 

Gli edimmu, o ekimmu, erano spiriti che succhiavano la vita dai suscettibili e dai dormienti (più comunemente i giovani) ed erano divisi in 2 categorie distinte:

1) Demoni vampiri.

2) Fantasmi di coloro che non erano stati sepolti correttamente, ossia spiriti erranti e inquieti.

Essi erano presenti nella religione di Sumer, Akkad, Assiria e Babilonia.
3. Udug Gallu: 

Nella religione sumera e nell'antica religione mesopotamica, i gallus (chiamati anche gallas) erano grandi demoni/diavoli di origine infera. Viene detto che questo tipo di esseri trascinava le proprie vittime negli inferi e sembra che alcuni di essi abbiano inseguito l'elementale Inanna, attaccando quindi una divinità mesopotamica.
Si affermava che:

“Non conoscono cibo, non conoscono bevande, non mangiano offerte di farina, non bevono libagioni.
Non godono mai dei piaceri dell'abbraccio coniugale, non hanno mai dolci figli da baciare.
Strappano il figlio dal ginocchio di un uomo.
Fanno uscire la sposa dalla casa del suocero.”
4. Udug Ashakku: 

Gli ashakku erano demoni mesopotamici invisibili che si muovevano per le strade maggiori e minori, spazzando via ogni cosa come delle tempeste:

“Egli sta accanto a un uomo, senza che nessuno lo veda.
Si siede accanto a un uomo, senza che nessuno lo veda.
Entra in una casa, senza che nessuno veda la sua forma.
Esce da una casa, senza che nessuno lo osservi.”

In tutto dovrebbero essere 7 demoni:

“7, sono loro 7.
Nel profondo sono sette.
In una parte dell'abisso furono nutriti.
Non sono né maschio né femmina.
Sono turbini distruttivi.
Non hanno moglie, non producono prole.
Misericordia e pietà non conoscono.
Preghiera e supplica non ascoltano.
Sono come dei cavalli allevati in montagna (animali selvaggi e non ammaestrati).
Sono ostili a Ea (elementale d'acqua di nome Enki).
Sono cattivi, sono cattivi.
7 sono, sono 7, 2 volte 7.”

La loro funzione nel prendere posto in qualsiasi parte del corpo umano venne sottolineata nel testo Namtaru Lemnu Asakku Marsutu, facente parte del manuale degli esorcisti sumeri.
La possessione che affliggeva le persone era descritta come:

"Il pericoloso demone asakku che si è stabilito nel corpo di una persona.
Lui avvolse l'uomo miserabile come un indumento e quello di una forza della natura.
Il demone asakku ha travolto l'individuo come un fiume che straripa.”

Successivamente vengono descritti dei rituali per cercare di limitare gli effetti della possessione e delle mostruose malattie provocate dall'entità (spesso queste pratiche riguardavano le capre o la loro prole).
5. Udug Alal: 

Nei miti mesopotamici l'alal era un tipo di demone che usciva dagli inferi e assumeva varie forme al fine di tentare gli abitanti di Babilonia, che utilizzavano degli amuleti magici per respingerli. L'arte caldeo-assira rappresenta questi spiriti sotto forma di orribili mostri. Generalmente questi demoni sono visti come umanoidi, con fauci spalancate, orecchie di cane, criniera di cavallo, faccia da leone, corpi avvitati e distorti e piedi da uccelli. Sono anche 1 dei pochi casi in cui queste entità sembrano essere entrate in contatto pacifico con gli elementali del paganesimo mesopotamico.

## Membri degli udug
1. Mimma Lemnu (termine usato per descrivere sia un demone sia un incantesimo).
2. Hanbi (Signore oscuro delle ombre udug, signore del male assoluto).
3. Pazuzu (demone ombra sumero a capo degli spiriti maligni dell'aria).
4. Ardat-lilî (demone ombra in parte donna, in parte cane e in parte scorpioni, assassina di bambini).
5. Vardat Lilitu (demone ombra vampiro, predatrice di bambini e inizialmente scollegata dai dingir sumeri nei primi miti).
6. Alû (demone ombra sumero senza faccia).
7. Mukīl rēš lemutti (demone ombra sumero in grado di provocare possessioni e presagio di sventura).
8. Namtar (demone ombra alleato con la dingir dell'oltretomba Ereshkigal).
9. Kilili (demone ombra legato ai gufi e alleata della dingir Inanna).
10. Labasù (demone ombra capace di portare malattie).
11. Akhkhazu/Dimme-Kurr.

## Possibili influenze su altre culture
Nella mitologia ebraica, oltre agli angeli caduti sono presenti alcuni tipi di demoni più rari, ossia gli shedim e i se'irim, descritti come i più bassi di tutti gli esseri creati e aventi diverse caratteristiche in comune con gli udug. Esattamente come le ombre mesopotamiche, gli shedim potevano rendersi invisibili, portavano malattie e spesso vivevano in prossimità dei cimiteri. 

## Cultura di massa
Utukku compare nel videogioco Final Fantasy XI. Appare anche come jinn nella tetralogia di Bartimeus di Jonathan Stroud.